# Edwin (król Anglii)
Edwin (ur. ok. 941, zm. 1 października 959) – król Anglii (23 listopada 955 – 1 października 959). Był najstarszym synem Edmunda Starszego i jego pierwszej żony, św. Elgivy. Tron objął po śmierci swojego stryja, Edreda.
Na tron został wybrany decyzją możnych anglosaskich. Krótkie panowanie Edwina (zwanego w źródłach "Pięknym") upłynęło pod znakiem konfliktów z rodziną, możnymi i hierarchią kościelną. Król rychło skłócił się z dwoma wpływowymi postaciami angielskiego Kościoła, Dunstanem, głównym doradcą króla Edreda, oraz z arcybiskupem Canterbury, Odonem.
Edwin został ukoronowany 26 stycznia 956 r. Już w dzień koronacji doszło do spięcia na linii król-możni. Zaraz po obrzędzie miało odbyć się spotkanie króla z możnymi królestwa, jednak król się na nie nie stawił. Dunstan ruszył na poszukiwanie króla i znalazł go, gdy prowadził swobodną rozmowę ze szlachcianką imieniem Ethelgive. Dunstan zwrócił królowi uwagę, że powinien spotkać się z możnymi, ale król odmówił. Dunstan ostatecznie zaciągnął króla na to spotkanie i zmusił go do publicznego nazwania Ethelgive "nierządnicą". Zorientowawszy się poniewczasie, że swoim zachowaniem zdenerwował króla, Dunstan opuścił dwór i schronił się w klasztorze. Edwin jednak, podburzony przez Ethelgivu, kazał zaatakować klasztor. Dunstan uciekł i udał się za granicę. Nie powrócił do czasu śmierci Edwina.
W 956 r. Edwin poślubił Elgivę, jednak to małżeństwo zostało szybko unieważnione przez arcybiskupa Odona pod zarzutem zbyt bliskiego pokrewieństwa (Elgiva była potomkinią Ethelreda I, króla Wesseksu w latach 865-871). Spowodowało to konflikt króla z arcybiskupem. Po stronie hierarchy kościelnego stanęli jednak możni, niezadowoleni z rządów Edwina. Tanowie z Mercji i Nortumbrii zawarli w 957 r. porozumienie z młodszym bratem króla, Edgarem, i zbuntowali się przeciwko królowi. Edwin został pokonany w bitwie pod Gloucester. Do wojny domowej jednak nie doszło, gdyż obie strony uzgodniły podział królestwa wzdłuż Tamizy. Edwin pozostał władcą Wesseksu i Kentu, Edgar rządził w Mercji i Nortumbrii.
Edwin wprowadził zwyczaj ściągania wszystkich monet będących w obiegu, również obcych i przetapiania na nowe.
Ostatnie lata rządów Edwina upłynęły bez większych wstrząsów. Nauczony doświadczeniami Edwin rządził mądrzej i taktowniej. Starał się również pozyskać Kościół, czyniąc na jego rzecz hojne darowizny. Edwin zmarł jednak w wieku ok. 18 lat i został pochowany w katedrze w Winchesterze. Tron objął jego brat Edgar, który ponownie zjednoczył królestwo.